# 伊尔马里·萨尔米宁
伊尔马里·萨尔米宁（芬蘭語：Ilmari Salminen，1902年9月21日—1986年1月5日），芬兰男子田径运动员，主攻长跑。他曾代表芬兰参加1936年夏季奥林匹克运动会田径比赛，获得男子10000米金牌。